# Kotda Sangani
Kotda Sangani (Kotda Sangan o Kotra Sangani) fou un petit estat tributari protegit de l'agència de Kathiawar, presidència de Bombai, amb una superfície de 192 km² i una població el 1881 de 8.642 habitants i el 1901 de 8.835 habitants distribuïda en 20 pobles. Els ingressos el 1903 eren 9150 lliures. Tenia consideració d'estat de quarta classe, tenia uns ingressos de 7.290 lliures i pagava un tribut de 1161 lliures al govern britànic. Fou fundat per Sangoji, fill de Kumbhoji de Gondal i germà de Sagramji (successor a Gondal) que va rebre el jagir d'Ardoi el 1654 o 1655. Els seus nets Jasoji i Sartanji el 1750 van conquerir Kotda o Kotra als kathis, i després, aliats a Ranmalji de Rajkot, van conquerir Sardhar. Van instal·lar la seva capital a Kotda (des de Ardoi), sent coneguda com a Kotda Sangani per l'ancestre Sangoji. Morts els dos sense fills el tercer germà Devoji va pujar al poder.

## Llista de thakurs sahibs
- Sangoji 1655-1690
- Tejoji Sangoji 1690-?
- Jasoji o Jasaji Tejoji (fill) ?-1755
- Kumar Sartanji Tejoji (germà associat) ?-1775
- Devoji o Devaji (germà) 1775-?
- Hothiji Devaji (fill) ?-1812
- Bhojrajji Hothiji (fill) 1812-1825
- Bamaniaji Hothiji (germà) 1825-?
- Sabloji Bamaniaji (fill)
- Meroji Sabloji (fill)
- Tajoji Meroji (fill) ?-1879
- Kumar Shri Khengarji Meroji, príncep de Bhagdadia, mort sense fills
- Mulvaji Tajoji (fill de Tajoji) 1879-1913
- Himatsinhji Merubha (nebot, fill de Kumar Shri Merubha Meroji, germà petit de Tajoji Meroji) 1913-1930
- Praduymnasihji Himatsinhji (fill) 1930-1949 (vivia encara el 2000)